# 강석현
강석현(姜碩鉉, 1967년 2월 7일 ~ )은 대한민국의 배우, 연출가이다.
영화배우인 신성일(申星一, 본명: 강신성일)과 영화배우 엄앵란(嚴鶯蘭)의 아들이며, 1남 2녀 중 둘째이다. 누나는 1965년생, 여동생은 1970년생이라고 한다.
1986년 영화 《젊은 밤 후회 없다》의 주연으로 영화배우 첫 데뷔하였고 1988년 연극배우 데뷔하였으며 이듬해 1989년 연극연출가 데뷔하였고 1991년 KBS 한국방송공사 드라마 《바람꽃은 시들지 않는다》에도 출연하였다.

## 출연작

### 영화
- 1986년 《젊은 밤 후회 없다》
- 1987년 《내일은 뭐할거니》
- 1987년 《얄숙이들의 개성시대》
- 1988년 《캠퍼스 연애특강》
- 1990년 《비오는 날의 수채화》
- 1992년 《미지의 흰새》
- 1992년 《오직 하나뿐인 내 인생인데》
- 1992년 《돈황제》
- 2021년 《해피 뉴 이어》

### 연극
- 1988년 《메밀꽃 필 무렵》 ... 동이 역(주인공)
- 1995년 《표본실의 청개구리》 ... 와이 군(Y 君) 역(조연)
- 1996년 《붉은 산》 ... 삵이 정익호 역(주인공)

### 드라마
- 1991년 KBS 《바람꽃은 시들지 않는다》
- 1994년 MBC 《마지막 연인》
- 2002년 SBS 《오남매》

### 광고
- 오리온 더브러비스켓 - 쪼개볼까 나눠볼까
- 로얄셔츠 (feat 신성일)

## 연출작

### 연극연출
- 1989년 《봄봄》

## 수상
- 1986년 제25회 대종상 신인남우상 《젊은 밤 후회 없다》
- 1990년 제14회 황금촬영상 신인연기상 ... 《비오는 날의 수채화》